# Albert Stanley
Pour les articles homonymes, voir Stanley.
Albert Henry Stanley, né Albert Henry Knattriess le 8 août 1874 à Normanton et mort le 4 novembre 1948  à South Kensington, Londres, 1er baron Ashfield, est directeur général, puis président de la Underground Electric Railways Company of London (UERL) de 1910 à 1933 puis président de le London Passenger Transport Board (LPTB) de 1933 à 1947. Il est anobli comme Bbaron Ashfield en 1920.